# あさくま

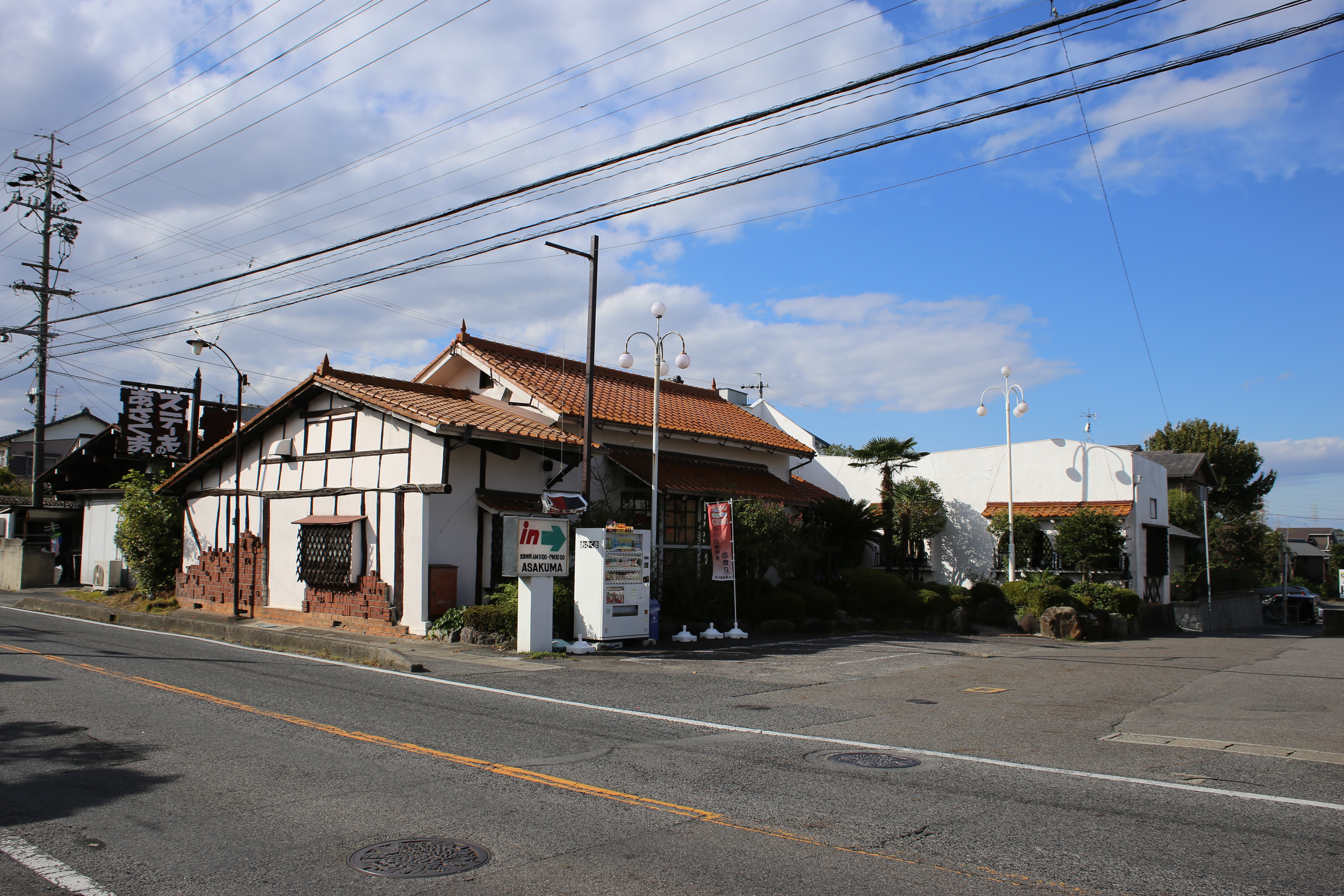
ステーキのあさくま本店（2015年10月）

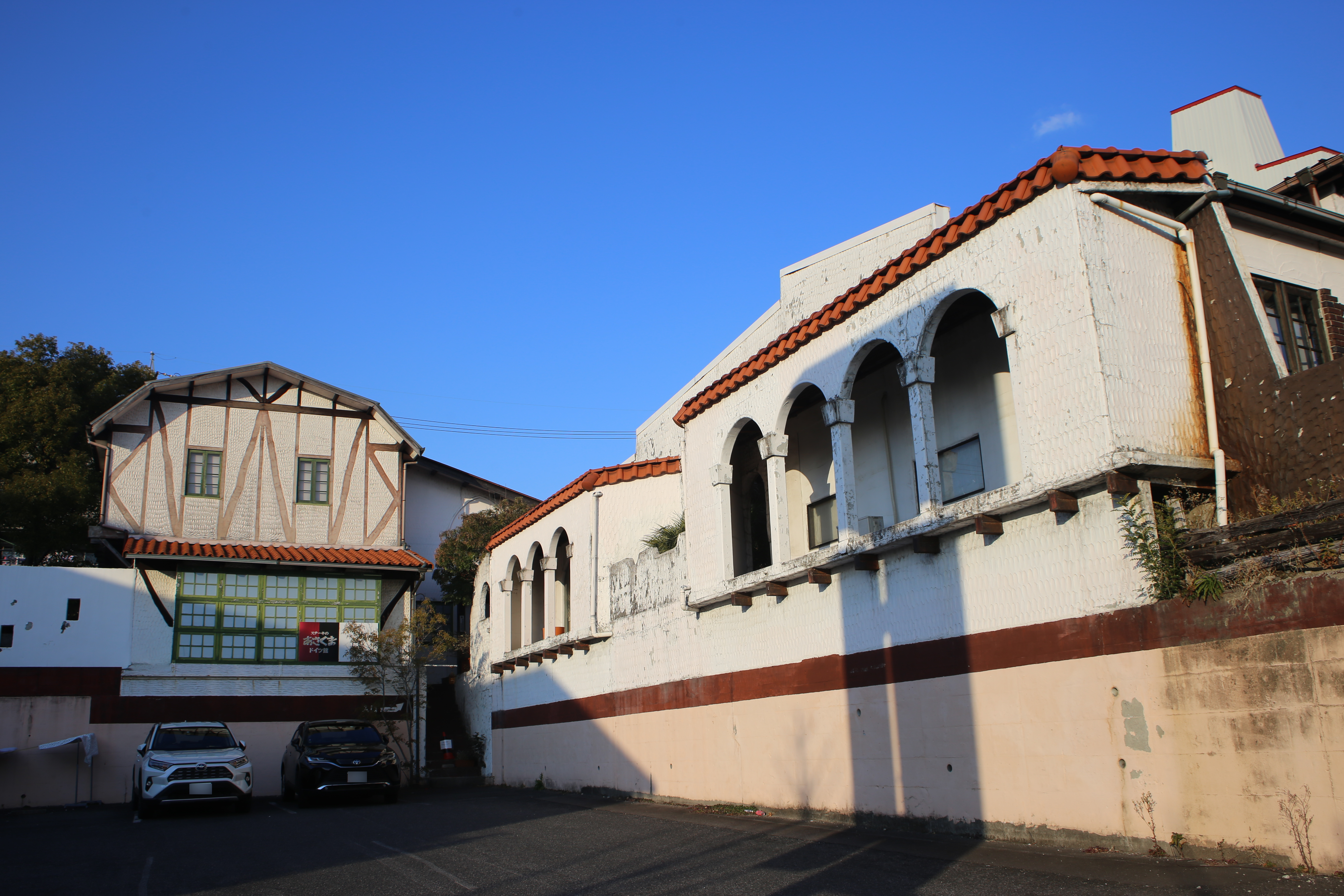
あさくま藤が丘店（2022年1月）

あさくま（英: ASAKUMA）は、料理旅館をルーツとするステーキレストランとその運営会社。
日本における郊外のロードサイド型レストランの先駆けで、「セントラル・キッチン」を日本で初めて開設し、ステーキレストランとしては日本で最大となって100店舗を達成していた時代もあった。
2006年（平成18年）12月に株式会社テンポスバスターズと資本・業務提携し、2011年（平成23年）4月1日に同社が保有比率を52.57％まで引き上げて同社の子会社となった。
2019年（令和元年）6月27日に東京証券取引所JASDAQスタンダード市場に株式を上場した。

## 歴史・概要
近藤熊五郎が熱田から仕入れた魚を朝早くから売り歩いたのが始まりで、「あさくま」の名称はこの創業者に由来するものである。
1948年（昭和23年）9月に愛知県愛知郡日進村に「合資会社割烹旅館朝熊西店」を設立した。
1962年（昭和37年）3月に 愛知県愛知郡日進町（現在の日進市）赤池の割烹旅館朝熊の一角で、近藤誠司が「ドライバーズコーナーキッチンあさくま」を開設したのが始まりである。当時の店舗面積は約200m2であったが、日本における郊外のロードサイド型レストランの先駆けとなった。
1965年（昭和40年）6月に本店を増改築し、店舗面積777.6m2とした。
1966年（昭和41年）に名古屋市中区錦三丁目の八百善ビル2階に「栄店」を開店したが、当時の本店の客から社長の居るときと居ない時で味が違うとの声が出たことから両店舗の間で肉の処理やソースなどの調理をして店舗に配送するセントラルキッチンの形式を導入した。
1967年（昭和42年）5月に「合資会社割烹旅館朝熊西店」から「合資会社キッチンあさくま」へ社名を変更した。
1968年（昭和43年）10月に食材仕入れと一次加工を目的として「あさくまディナー株式会社」を設立し、同年12月には名古屋市港区本宮新町に日本初の「セントラル・キッチン・センター」を開設した。
この「セントラル・キッチン・センター」開設により半加工品を増やしたほか、肉の両面焼きが可能なグリルの独自開発や約1ヶ月で一通りの調理習得が可能なマニュアル整備を進めた。
1970年（昭和45年）12月に小牧市の空港ボウル内に空港店を開設して7店舗となった時点でステーキを安く提供するステーキレストランチェーンを目指してコック中心からパートタイマー中心の運営へ転換を図った。
1971年（昭和46年）11月30日に名古屋駅西ロエスカ地下街にファーストフード業態の第1号店の「エスカ店」を開店し、80円のバーガーサンドなどを提供して名古屋におけるファーストフード店の先駆となった。
1972年（昭和47年）4月に岐阜県郡上郡高鷲村の「ひるがの高原ホテル」内に「ひるがの店」を開店して愛知県外へ初出店した。
1973年（昭和48年）2月に藤が丘店に隣接して本部を開設し、5月3日にはフランチャイズ1号店の「春日井店」を開店した。
同年6月に休眠会社であった「株式会社紙忠商店」を「株式会社あさくま」へ商号を変更して「ステーキのあさくま」として営業を開始し、同月に「日米商会」と合弁で「あさくま日米インターナショナル」を設立してアメリカ合衆国メリーランド州オーシャンシティに海外1号店を開店した。
1974年（昭和49年）8月に大阪府高槻市に高槻店を開店して関西に進出し、1979年（昭和54年）11月22日に千葉市南町に「ステーキのあさくま蘇我店」を開店して関東地方に進出し、1970年代末にはすかいらーく・ロイヤルホスト・デニーズ・ジャパンと共に日本の四大外食チェーンの一つとなった。
仙台市の仕出し弁当会社「こばやし」の運営するフランチャイズ店として、1981年（昭和56年）12月15日に「ステーキのあさくま黒松店」を開店して東北に進出し、同月に名古屋市中区錦三丁目の八百善ビル2階にローストビーフをメインとするディナーレストラン「プライムハウスあさくま」を開店した。
1983年（昭和58年）2月に資本金2億円で「株式会社アスク」を設立して外販事業を本格化し、同月に「ダイエー」と業務提携して、同年6月からダイエーを主販路としてレトルトコーンスープやステーキソース・ハンバーグ・ドレッシングなどのを発売を開始した。
同年6月3日に東京都世田谷区に東京都第1号店「世田谷通砧店」を開店した。
1986年（昭和61年）に「レストランシアターあさくま各務原店」を開店し、同店で毎月のディナーショーやコンサートなどの文化催事を開始した。
1985年（昭和60年）12月28日に名古屋市昭和区桜山にフランス料理店「マーブルソース」を開店した。
1987年（昭和62年）4月27日に新業態のロードサイド型中華料理店「けせらんぱさらん」1号店を東京·深川に開店した。

1989年（平成元年）5月に高級ステーキレストラン「フレンチポテト」1号店を愛知郡長久手町に開店し、同年には富山市に出店して北陸地方へ進出した。
1990年（平成2年）に金沢市に出店して石川県に進出した。
1991年（平成3年）4月12日に和食店「麦とろ 和話」1号店を名古屋市緑区鳴海町に開店した。
同年には売上高約204億円を上げた。
1992年（平成4年）6月にステーキ丼のファーストフード店「ピクニックハウス」1号店を名古屋市天白区に開店した。
同年7月にダイエーが当社の株式の9.9％を取得した資本提携した。
同年7月にディナーレストラン「ダイニング」1号店を愛知県江南市に開店した。
1993年（平成5年）6月25日にパートタイマー2名を取締役に昇格させた。
ディナーレストラン「フレンチポテト」を業態転換して、1994年（平成6年）2月16日に低価格ステーキの新業態「あさくまジュニア」1号店を愛知郡長久手町に開店した。
同年3月から東京と名古屋で最寄店舗から各家庭に料理を配達するサービスを開始した。
住込みのウエートレスから叩き上げた西尾すみ子が1995年（平成7年）6月27日に創業家以外初の社長に就任し、同年11月にダイエーから2名の役員の派遣を受けた。
1996年（平成8年）3月に「ゴーゴーカフェ」1号店の古城店を開店した。
1997年（平成9年）8月6日に「あさくまオーガニック」1号店の田原店を渥美郡田原町に開店した。
1999年（平成11年）には直営87店舗のうち40店舗が不採算店となり、不採算店を従業員に譲渡してFC化する募集を行うリストラに踏み切った。
そして、同年6月29日に近藤誠司が相談役へ退き、長男の近藤裕貴が社長に昇格した。
2006年（平成18年）12月に株式会社テンポスバスターズと資本・業務提携し、2011年（平成23年）4月1日に同社が保有比率を52.57％まで引き上げて同社の子会社となった。
2013年（平成25年）8月に「株式会社あさくまサクセッション」を設立し、同年9月に同社が「もつ焼き エビス参」を譲受し、同年11月に同社が「ファーマーズガーデン」を開業した。
同年10月に「株式会社西岬魚類」を買収し、2014年（平成26年）7月に「株式会社あさくまサクセッション」に吸収合併させた。
同年12月に「日本レストランビジネス」から「オランダ坂珈琲邸」4店舗を買収し、同月に「株式会社あさくまサクセッション」が惣菜ビュッフェ「まいにちごはん」を譲受した。
2015年（平成27年）1月に「株式会社あさくまサクセッション」が「株式会社きよっぱち総本店」を買収し、同年3月に同社がインドネシア料理店「スラバヤ」4店舗とインドネシア居酒屋「ワヤンバリ」1店舗の営業を譲受した。
2016年（平成28年）9月に「株式会社あさくまサクセッション」が「株式会社きよっぱち総本店」をテンポスホールディングスへ譲渡し、2018年（平成30年）1月に「やっぱりあさくま」1号店を開店した。
2019年（令和元年）6月27日に東京証券取引所JASDAQスタンダード市場に株式を上場した。
2020年（令和2年）2月28日に東京都内で寿司・和食店を展開する株式会社竹若の全株式を取得して子会社化したが、翌年の2021年（令和3年）9月1日には同社が東京地方裁判所から破産手続き開始決定を受けることになった。

## 沿革
- 1948年（昭和23年）
  - 9月[広報 3] - 愛知県愛知郡日進村に合資会社割烹旅館朝熊西店を設立[9]。
  - 12月10日 - 創業[2]。
- 1962年（昭和37年）3月[3][4] - 愛知県愛知郡日進町（現在の日進市）赤池の[3]割烹旅館朝熊の[4]一角で[10]、近藤誠司が「ドライバーズコーナーキッチンあさくま」を開設[5]。
- 1966年（昭和41年） - 名古屋市中区錦三丁目の八百善ビル2階に「栄店」を開店[5]。
- 1967年（昭和42年）5月 - 「合資会社割烹旅館朝熊西店」から「合資会社キッチンあさくま」へ社名を変更[広報 3]。
- 1968年（昭和43年）
  - 10月 - 食材仕入れと一次加工を目的として「あさくまディナー株式会社」を設立[12]。
  - 12月 - 名古屋市港区本宮新町に日本初の「セントラル・キッチン・センター」を開設[5]。
- 1971年（昭和46年）11月30日 - 名古屋駅西ロエスカ地下街にファーストフード業態の第1号店の「あさくまエスカ店」を開店[14]。
- 1972年（昭和47年）4月 - 岐阜県郡上郡高鷲村の「ひるがの高原ホテル」内に「ひるがの店」を開店し、愛知県外へ初出店[5]。
- 1973年（昭和48年）
  - 2月 - 藤が丘店に隣接して本部を開設[5]。
  - 5月3日 - フランチャイズ1号店の「春日井店」を開店[16]（敷地面積約1,650m2[50]、延べ床面積約560m2[50]）。
  - 5月4日 - 白川不動産と折半出資で「株式会社グランドあさくま」を設立し、稲沢店を開店[3]。
  - 6月 - 休眠会社であった「株式会社紙忠商店」を「株式会社あさくま」へ商号を変更して「ステーキのあさくま」として営業を開始し[広報 3]。
  - 6月 - 「日米商会」と合弁で「あさくま日米インターナショナル」を設立し、アメリカ合衆国メリーランド州オーシャンシティに海外1号店を開店[16]。
- 1974年（昭和49年）8月 - 大阪府高槻市に「ステーキのあさくま高槻店」を開店し、関西に進出[17]。
- 1976年（昭和51年）1月30日 - あさくまディナー株式会社を合併[2]。
- 1977年（昭和52年）
  - 4月 - 静岡県浜松市に「ステーキのあさくま 鹿谷ガーデン」を開店し、静岡県に進出[51]。
  - 9月8日 - 合資会社キッチンあさくまを合併[2]。
- 1979年（昭和54年）11月22日 - 千葉市南町に「ステーキのあさくま蘇我店」を開店し、首都圏進出[18]（敷地面積約1,650m2[52]、延べ床面積約396m2[52]）。。
- 1980年（昭和55年） - レトルトコーンスープやドレッシングの販売を開始[広報 4]。
- 1981年（昭和56年）
  - 12月15日 - 「ステーキのあさくま黒松店」を開店して東北に進出[21]。
  - 12月 - 名古屋市中区錦三丁目の八百善ビル2階ににローストビーフをメインとするディナーレストラン「プライムハウスあさくま」を開店[22]。
- 1982年（昭和57年） - テレビ朝日系列テレビ映画『西部警察 PART-II』にロケ地（銃撃戦のシーンは八熊店、爆発シーンは藤が丘店）を提供[53]（創業者の近藤誠司社長自身も本人役で出演）。[要出典]
- 1983年（昭和58年）
  - 2月 - 資本金2億円で「株式会社アスク」を設立して外販事業を本格化[23]。
  - 2月 - 「ダイエー」と業務提携[24]。
  - 6月3日に東京都世田谷区に東京都第1号店「世田谷通砧店」を開店した[25]。
  - 6月 - 「ダイエー」を主販路としてレトルトコーンスープやステーキソース・ハンバーグ・ドレッシングなどのを発売を開始[23]。
- 1985年（昭和60年）
  - つくば科学万博のアメリカ館に出店[広報 4]。
  - 12月28日に名古屋市昭和区桜山にフランス料理店「マーブルソース」を開店した[27]。
- 1987年（昭和62年）4月27日 - ロードサイド型中華料理店「けせらんぱさらん」1号店を東京·深川に開店[28]。
- 1989年（平成元年）
  - 世界デザイン博覧会に出店[広報 4]。
  - 5月 - 高級ステーキレストランの「フレンチポテト」1号店を愛知郡長久手町に開店[29]。
- 1991年（平成3年）4月12日 - 和食店「麦とろ 和話」1号店を名古屋市緑区鳴海町に開店[31]。
- 1992年（平成4年）
  - 6月 - ステーキ丼のファーストフード店「ピクニックハウス」1号店を名古屋市天白区に開店[33]。
  - 7月 - ダイエーが当社の株式の9.9％を取得した資本提携[34]。
  - 7月 - ディナーレストラン「ダイニング」1号店を愛知県江南市に開店[35]。
- 1993年（平成5年）6月25日 - パートタイマー2名を取締役に昇格させた[36]。
- 1994年（平成6年）
  - 2月16日 - 低価格ステーキの「あさくまジュニア」を愛知郡長久手町に開店[38]。
  - 3月 - 東京と名古屋で料理配達サービスを開始[39]。
- 1995年（平成7年）
  - 1月22日から31日 - 阪神・淡路大震災で神戸ハーバーランドの一角の倉庫跡に出店していた神戸店が被災し、床の陥没・ひび割れなどが残るまま10日間ステーキセット500円のみで営業[54]。
  - 6月27日 - 西尾すみ子が創業家以外初の社長に就任[41]。
- 1996年（平成8年）3月 - 「ゴーゴーカフェ」1号店の古城店を開店[43]。
- 1997年（平成9年）8月6日 - 「あさくまオーガニック」1号店の田原店を渥美郡田原町に開店[44]。
- 2005年（平成17年） - 愛・地球博ドイツ館の一部を藤が丘店に移築[広報 4]。
- 2006年（平成18年）12月 - 株式会社テンポスバスターズと資本・業務提携[7]。
- 2011年（平成23年）
  - 4月1日 - 株式会社テンポスバスターズが保有比率を52.57％まで引き上げ、同社の子会社化[7]。
  - 6月 - 創業者の近藤誠司が経営から完全に退く[55]。
- 2013年（平成25年）
  - 8月 - 「株式会社あさくまサクセッション」を設立[広報 3]。
  - 9月 - 「株式会社あさくまサクセッション」が「もつ焼き エビス参」を譲受[広報 3]。
  - 10月 - 「株式会社西岬魚類」を買収[広報 3]。
  - 11月 - 「株式会社あさくまサクセッションが「ファーマーズガーデン」を開業[広報 3]。
- 2014年（平成26年）
  - 7月 - 「株式会社あさくまサクセッション」が「株式会社西岬魚類」を吸収合併[広報 3]。
  - 12月 - 「日本レストランビジネス」から「オランダ坂珈琲邸」4店舗を買収[47]。
  - 12月 - 株式会社あさくまサクセッションが惣菜ビュッフェ「まいにちごはん」を譲受[広報 3]。
- 2019年（令和元年）6月27日 - 東京証券取引所JASDAQスタンダード市場に株式を上場[1]。
- 2015年（平成27年）
  - 1月 - 「株式会社あさくまサクセッション」が「株式会社きよっぱち総本店」を買収[広報 3]。
  - 3月 - 「株式会社あさくまサクセッション」がインドネシア料理店「スラバヤ」4店舗とインドネシア居酒屋「ワヤンバリ」1店舗の営業を譲受[広報 3]。
- 2016年（平成28年）9月 - 「株式会社あさくまサクセッション」が「株式会社きよっぱち総本店」をテンポスホールディングスへ譲渡[広報 3]。
- 2018年（平成30年）1月 - 「やっぱりあさくま」1号店を開店[広報 3]。
- 2020年（令和2年）2月28日 - 東京都内で寿司・和食店を展開する株式会社竹若の全株式を取得し、子会社化[48]。
- 2021年（令和3年）9月1日 - 竹若が東京地方裁判所から破産手続き開始決定を受ける[1]。

## 名前の由来
近藤熊五郎が熱田から仕入れた魚を朝早くから売り歩いたのが始まりで、「あさくま」の名称はこの創業者に由来するものである。

## 展開する業態
- ステーキのあさくま（直営 63店舗 / FC 4店舗）[広報 4]
- ファーマーズガーデン - 「株式会社あさくまサクセッションが2013年（平成25年）11月から出店[広報 3]。
- もつ焼き エビス参 - 「株式会社あさくまサクセッション」が2013年（平成25年）9月に営業を譲受したもつ焼き居酒屋[広報 3]。
- インドネシア料理レストラン スラバヤ - 「株式会社あさくまサクセッション」が2015年（平成27年）3月に営業を譲受したインドネシア料理店[広報 3]。
- オランダ坂珈琲邸 - 「日本レストランビジネス」から4店舗を買収[47]。

## 過去に展開していた業態
- 朝熊西店 - 割烹旅館[9]。
- プライムハウスあさくま - ローストビーフをメインとするディナーレストラン[22]。
- マーブルソース - フランス料理店[27]。
- けせらんぱさらん - ロードサイド型中華料理店[28]。
- フレンチポテト - 高級ステーキレストラン[29]。
- 麦とろ 和話 - 和食店[31]。
- ピクニックハウス - ステーキ丼のファーストフード店[33]。
- ダイニング - ディナーレストラン[35]。
- あさくまジュニア - 低価格ステーキ店[38]。
- ゴーゴーカフェ - バイキングを導入した食べ放題業態[43]。
- あさくまオーガニック - 素材にこだわるサラダなどを加えたステーキレストラン[44]。
- 胡蝶庵 - 和食レストラン[56]。
- まいにちごはん - 「株式会社あさくまサクセッション」が2015年（平成27年）12月に営業を譲受した惣菜ビュッフェ[広報 3]。
- ワヤンバリ - 「株式会社あさくまサクセッション」が2015年（平成27年）3月に営業を譲受したインドネシア居酒屋[広報 3]。
- やっぱりあさくま - 「いきなり！ステーキ」に対抗して出店した[57]。
- enjoy kitchenあさくま[要出典]
- BISTROT（1店舗）[要出典]

広報資料・プレスリリースなど一次資料
1. ↑  『新規上場申請のための有価証券報告書(Iの部)』 あさくま、2019年5月24日。pp表紙
2. 1 2 3 4 5  有価証券報告書－第47期あさくま 2020年6月26日
3. 1 2 3 4 5 6 7 8 9 10 11 12 13 14 15 16 17 18 19 20 21 22 23 24 25 26  『新規上場申請のための有価証券報告書(Iの部)』 あさくま、2019年5月24日。pp3
4. 1 2 3 4 5  “会社情報”.   あさくま. 2021年8月27日閲覧。